# منتخب رومانيا لكرة الطائرة للرجال
منتخب رومانيا الوطني لكرة الطائرة للرجال هو ممثل رومانيا الرسمي في المنافسات الدولية في كرة طائرة في فئة كرة الطائرة للرجال.